# Muzeum Oświaty Ziemi Łódzkiej

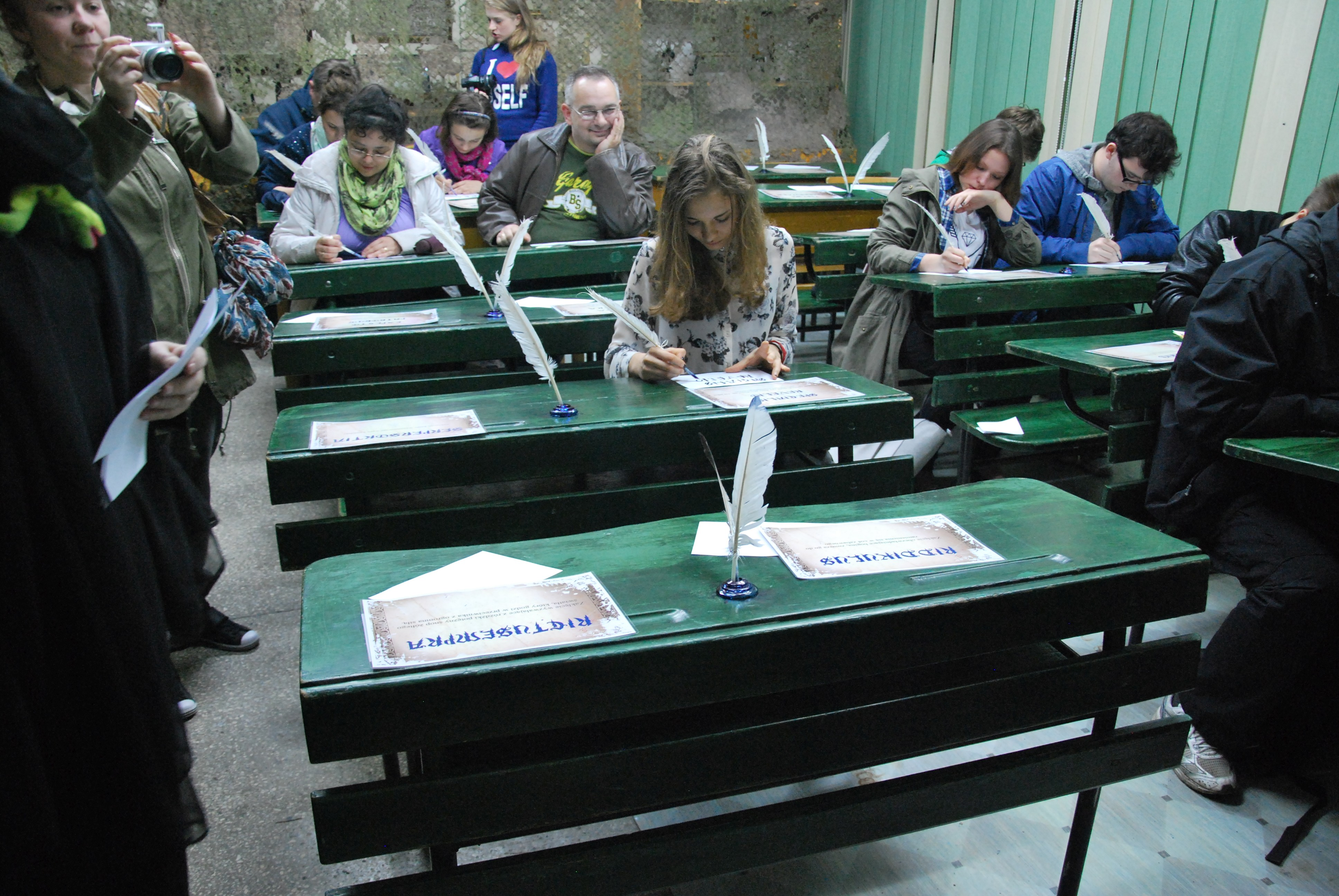
Noc Muzeów 2014 w Muzeum Oświaty Ziemi Łódzkiej

Muzeum Oświaty Ziemi Łódzkiej – placówka zajmująca się gromadzeniem, opracowywaniem, przechowywaniem i udostępnianiem dokumentów i eksponatów związanych z historią szkolnictwa w regionie łódzkim. W muzeum zgromadzono materiały i dokumenty dotyczące szkół i innych placówek oświatowych, a także pamiątki po zasłużonych nauczycielach, m.in.: Zygmuncie Lorentzu, Alicji Napiórkowskiej, Zygmuncie Hajkowskim, Teofilu Katrze, Janie Marczyńskim, Kazimierze Marczyńskiej, Bolesławie Wocalewskim. Posiada m.in. jeden z większych w Polsce zbiór sztandarów szkolnych (ponad 100 eksponatów).
Placówka powstała w 1983 w ramach Pedagogicznej Biblioteki Wojewódzkiej w Łodzi, jako Wydział Zbiorów Specjalnych. 
Od 2010 r. placówka uczestniczy w akcji Noc Muzeów. Muzeum organizuje lekcje muzealne dla szkół, odbywające się w klasie zaaranżowanej dawnymi sprzętami szkolnymi (stare ławki,  tablica), w otoczeniu starych pomocy naukowych.
Muzeum mieści się przy ul. Wólczańskiej 202 w Łodzi.